# Soejima Taneomi
Soejima Taneomi (副島 種臣  Phó Đảo Chúng Thần,  17 tháng 10 năm 1828 – 31 tháng 1 năm 1905) là một nhà ngoại giao và chính sách trong thời kỳ đầu Minh Trị tại Nhật Bản.

## Tiểu sử
Soejima Taneomi sinh ra trong một gia đình samurai tại Saga, thuộc tỉnh Hizen (nay là tỉnh Saga). Cha của ông là một thầy giáo tại trường của lãnh chúa và là một học giả quốc học (kokugaku). Năm 1866, Soejima Taneomi được lãnh chúa gửi đến Nagasaki để học tiếng Anh. Tại đây ông được một nhà truyền đạo người Mỹ tên là Guido F. Verbeck giảng dạy, ông cũng được dạy các nội dung trong Hiến pháp Hoa Kỳ và Tân Ước. Trong Chiến tranh Boshin, ông đóng vai trò là chỉ huy quân sự của các lực lượng Saga chống lại Mạc phủ Tokugawa.
Sau Cải cách Minh Trị, Soejima Taneomi được sự giúp đỡ của Fukuoka Takachika trong việc biên soạn kết cấu lâm thời của chính quyền Minh Trị vào năm 1868. Trong khi hầu hết thành viên của chính quyền Nhật Bản đang trên chuyến thăm viếng vòng quanh thế giới đến Hoa Kỳ và châu Âu trong Sứ tiết Iwakura, Soejima Taneomi đã giữ chức vụ Ngoại trưởng lâm thời. Trong nhiệm kỳ của mình, ông đã đối mặt với khó khăn trong Vụ xô xát Maria Luz, bao gồm các vấn đề về đặc quyền ngoại giao và các điều ước bất bình đẳng trong tình thế các lao động giao kèo người Hoa bị ngược đãi trên một tàu của Peru. Soejima Taneomi đã nhận được sự tán dương của nhà Thanh đối với cách xử lý của ông.
Năm 1871, ông được cử đến Siberia để bàn về vấn đề biên giới liên quan đến hòn đảo Sakhalin.
Năm 1873, ông dẫn đầu một phái đoàn đến Bắc Kinh để phán đối vụ án giết chết 54 thủy thủ trên một chiếc tàu buôn bị hư hại của Lưu Cầu do thổ dân Paiwan tiến hành ở khu vực cực tây nam của Đài Loan vào tháng 12 năm 1871. (Vương quốc Lưu Cầu được Đế quốc Nhật Bản tuyên bố chủ quyền như là một phần của mình từ tháng 12 năm 1872.) Soejima Taneomi đã có các cuộc gặp với hoàng đế Đồng Trị một phần vì dựa trên những thiện cảm mà ông đã có được trong vụ việc Maria Luz, nhưng các đòi hỏi của Nhật Bản về một sự bồi thường đã thất bại, điều này đã dẫn tới việc xuất binh đến Đài Loan năm 1874. Tuy nhiên, phái đoàn đến Trung Quốc đã thành công trong việc thiết lập quan hệ ngoại giao bình thường giữa Trung Quốc và Nhật Bản.
Sau khi sứ tiết Iwakura trở về và việc loại bỏ đề xuất Seikanron tiến đánh Triều Tiên vào tháng 10 năm 1873, Soejima Taneomi đã từ chức. Ông sau đó gia nhập Itagaki Taisuke và Eto Shimpei hình thành chính đảng Aikoku Koto. Trong một chuyến viếng thăm Trung Quốc vào năm 1876, ông nhận được sự tiếp đón của các quan lại vì sự uyên bác của mình, ông sau đó trở thành cố vấn riêng của hoàng đế nhà Thanh.
Soejima Taneomi trở lại chính quyền Nhật Bản vào năm 1878, phục vụ tại Cung Nội sảnh. Năm 1888 ông được bổ nhiệm vào Xu Mật viện và trở thành phó viện trưởng vào năm 1891. Năm 1892, ông được mời làm Bộ trưởng Nội vụ trong nhiệm kỳ đầu của Thủ tướng Matsukata Masayoshi.